# La Colilla
La Colilla – gmina w Hiszpanii, w prowincji Ávila, w Kastylii i León, o powierzchni 11,26 km². W 2011 roku gmina liczyła 344 mieszkańców.